# Giudizio di ottemperanza
Il giudizio di ottemperanza è un istituto dell'ordinamento giuridico italiano. La sua funzione è quella di permettere alla parte risultata vittoriosa di dare esecuzione a una sentenza nel processo amministrativo, qualora la pubblica amministrazione non abbia adempiuto spontaneamente.

## Presupposti
I presupposti fondamentali sono che:
1. la sentenza, il lodo arbitrale,[1] o anche le ordinanze[2] (per esempio quelle di assegnazione del credito ex art. 553 c.p.c.) non siano state eseguite dall'amministrazione pubblica[3];
2. Il provvedimento di cui si chiede l'ottemperanza dev'esser passato in giudicato[4];
3. La stessa sentenza non dev'essere autoapplicativa, non deve cioè esaurire il proprio contenuto in un effetto demolitorio.

Il secondo presupposto ha comportato in passato diversi problemi relativamente alla situazione delle sentenze non passate in giudicato, che in base all'art. 33 della legge T.A.R. sono automaticamente esecutive, e per le quali non era invece possibile il giudizio di ottemperanza. La situazione si è risolta con la legge 205/2000, che ha previsto un rimedio apposito, il quale conferisce al Tribunale poteri analoghi al giudice dell'ottemperanza riguardo a tali sentenze: sicché oggi, dal punto di vista della tutela del ricorrente, si ha una situazione sostanzialmente analoga per le sentenze passate in giudicato e no.
Il terzo requisito impone semplicemente che la pretesa del ricorrente non sia di per sé soddisfatta  dalla semplice sentenza. Un caso tipico è quello del ricorrente che chiede l'annullamento di un provvedimento amministrativo (che è l'insieme degli atti amministrativi): ottenendosi una sentenza positiva, a nulla servirebbe un giudizio di ottemperanza. L'utilità del giudizio di ottemperanza è palese invece quando il contenuto della sentenza non è soltanto di annullamento, ma prevede anche un comportamento attivo dell'amministrazione. Nel caso in cui l'amministrazione non ponga in essere tale comportamento dovuto, il privato può allora rivolgersi al giudice perché l'amministrazione “ottemperi” a quanto dallo stesso statuito con la sentenza.

L'azione di ottemperanza può essere proposta per conseguire l'attuazione (art. 112 c.p.a):

a) delle sentenze del giudice amministrativo passate in giudicato;
b) delle sentenze esecutive e degli altri provvedimenti esecutivi del giudice amministrativo;
c) delle sentenze passate in giudicato e degli altri provvedimenti ad esse equiparati del giudice ordinario, al fine di ottenere l'adempimento dell'obbligo della pubblica amministrazione e di conformarsi, per quanto riguarda il caso deciso, al giudicato; 
d) delle sentenze passate in giudicato e degli altri provvedimenti ad esse equiparati per i quali non sia previsto il rimedio dell'ottemperanza, al fine di ottenere l'adempimento dell'obbligo della pubblica amministrazione di conformarsi alla decisione;
e) dei lodi arbitrali esecutivi divenuti inoppugnabili al fine di ottenere l'adempimento dell'obbligo della pubblica amministrazione di conformarsi, per quanto riguarda il caso deciso, al giudicato. 

## Disciplina
Fino all'emanazione del codice del processo amministrativo, la normativa era molto esigua. Riferimenti all'istituto si ritrovavano nell'art. 27, n. 4 del Regio decreto 26 giugno 1924, n. 1054 (""Approvazione del testo unico delle leggi sul Consiglio di Stato), e nell'omonimo articolo della legge T.A.R. i quali rispettivamente qualificano l'ottemperanza come uno dei casi di giurisdizione anche nel merito e uno dei casi in cui il procedimento si svolge in Camera di consiglio. Importanti erano l'art. 90 e 91 del regolamento di procedura per i giudizi davanti al Consiglio di Stato i quali ponevano una, peraltro, scarna disciplina relativa agli aspetti procedurali. 
Importante era anche l'art 37 della legge T.A.R., riguardante la competenza, secondo il quale: 
“I ricorsi diretti ad ottenere l'adempimento dell'obbligo dell'autorità amministrativa di conformarsi, in quanto riguarda il caso deciso, al giudicato dell'autorità giudiziaria ordinaria, che abbia riconosciuto la lesione di un diritto civile o politico, sono di competenza dei tribunali amministrativi regionali quando l'autorità amministrativa chiamata a conformarsi sia un ente che eserciti la sua attività esclusivamente nei limiti della circoscrizione del tribunale amministrativo regionale.
Resta ferma, negli altri casi, la competenza del Consiglio di Stato in sede giurisdizionale.
Quando i ricorsi siano diretti ad ottenere l'adempimento dell'obbligo dell'autorità amministrativa di conformarsi al giudicato degli organi di giustizia amministrativa, la competenza è del Consiglio di Stato o del tribunale amministrativo regionale territorialmente competente secondo l'organo che ha emesso la decisione, della cui esecuzione si tratta.
La competenza è peraltro del tribunale amministrativo regionale anche quando si tratti di decisione di tribunale amministrativo regionale confermata dal Consiglio di Stato in sede di appello.”

## Procedimento (previgenza d.lgs. 2 luglio 2010, n. 104)
Ai sensi dell'art. 90 2º comma del reg. di procedura prima del ricorso occorre mettere in mora l'amministrazione tramite apposito atto notificato alla stessa. A proporre ricorso sono legittimati tutti quei soggetti sui quali il giudicato produce effetti immediati e cioè coloro che hanno partecipato al giudizio. Il ricorso si propone, entro il termine prescrizionale decennale, tramite domanda diretta al Presidente del Consiglio di Stato (art. 90). Una volta depositato il ricorso presso la segreteria del giudice adito, il segretario dà immediata comunicazione al Ministero che entro 20 giorni può trasmettere osservazioni alla segreteria, tale comunicazione viene normalmente disposta anche a favore dell'amministrazione interessata.
L'art. 27 della legge T.A.R. prevede il procedimento in Camera di Consiglio al quale le parti possono anche partecipare o richiede la fissazione di una udienza pubblica. Tale possibilità è configurata dal legislatore come un diritto in relazione al fatto che la Camera di Consiglio comporta un contraddittorio limitato e quindi una minor possibilità di difesa delle parti.
Il giudizio può concludersi con un provvedimento il cui contenuto può essere dei più vari e di diversa efficacia.
La sentenza può innanzi tutto prevedere un termine entro (spesso entro 30 giorni dalla diffida ad adempiere) il quale l'amministrazione dovrà provvedere. Appare palese come tale contenuto sia poco verosimilmente satisfattivo per il ricorrente. Diversa è invece la tendenza, oramai maggioritaria, secondo la quale il contenuto risulta esser più articolato ed incisivo comportando non solo l'indicazione di un termine per provvedere ma anche la previsione di una data nella quale verrà verificato il comportamento dell'amministrazione, al cui esito negativo il giudice potrà sostituirsi all'amministrazione inerte o nominare un commissario ad acta, figura creata dalla giurisprudenza, al fine di rendere esecutiva la sentenza passata in giudicato. Spesso, l'operato del commissario ad acta, può risultare insoddisfacente per il privato, in questo caso, il soggetto interessato, può chiedere al giudice ulteriori disposizioni attuative. Data la natura di organo giurisdizionale del commissario ad acta, i suoi atti sono reclamabili davanti allo stesso giudice dell'ottemperanza, in base alla regola generale della competenza sugli incidenti in sede esecutiva che spetta al giudice stesso dell'esecuzione.
Rispetto alle sentenze di ottemperanza non è ammesso appello.
Secondo alcuni autori, l'obbligo della PA di conformarsi alla statuizione del giudice corrisponde ad un diritto soggettivo perfetto dell'interessato; ciò ha influenza sul provvedimento della PA non conforme al decisum che sarebbe pertanto nullo ed improduttivo di effetti perché adottato in carenza di potere. Di diverso avviso la tradizionale opinione dottrinale che ritiene sia un potere discrezionale quello dell'amministrazione di conformarsi al diktat del giudice, sicché all'interessato residuerebbe una posizione in termini di interesse legittimo.
Va rilevato, inoltre, come  sia stata recentemente prevista  la possibilità di assicurare sia l'esecuzione anche delle ordinanze cautelari, mediante l'attribuzione al giudice degli stessi poteri previsti per il giudizio di ottemperanza, sia di sentenze di primo grado aventi esecutività non sospesa.
In ultimo va evidenziato che tramite il giudizio di ottemperanza si può portare ad esecuzione anche la sentenza del giudice civile, oltre che naturalmente quella emanata dal giudice amministrativo.